# Curtitoma trevelliana
Curtitoma trevelliana é uma espécie de gastrópode do gênero Curtitoma, pertencente a família Mangeliidae.